# Трепуци
Трепуци (итал. Trepuzzi) је насеље у Италији у округу Лече, региону Апулија.
Према процени из 2011. у насељу је живело 14141 становника. Насеље се налази на надморској висини од 57 м.

## Географија
| Клима (Трепуци)            | Клима (Трепуци) | Клима (Трепуци) | Клима (Трепуци) | Клима (Трепуци) | Клима (Трепуци) | Клима (Трепуци) | Клима (Трепуци) | Клима (Трепуци) | Клима (Трепуци) | Клима (Трепуци) | Клима (Трепуци) | Клима (Трепуци) | Клима (Трепуци) |
| Показатељ \ Месец          | .Јан.           | .Феб.           | .Мар.           | .Апр.           | .Мај.           | .Јун.           | .Јул.           | .Авг.           | .Сеп.           | .Окт.           | .Нов.           | .Дец.           | .Год.           |
| -------------------------- | --------------- | --------------- | --------------- | --------------- | --------------- | --------------- | --------------- | --------------- | --------------- | --------------- | --------------- | --------------- | --------------- |
| Средњи максимум, °C (°F)   | 12,6 (54,7)     | 13,2 (55,8)     | 15,0 (59)       | 18,3 (64,9)     | 22,6 (72,7)     | 26,8 (80,2)     | 29,2 (84,6)     | 29,6 (85,3)     | 26,2 (79,2)     | 21,8 (71,2)     | 17,6 (63,7)     | 14,2 (57,6)     | 29,6 (85,3)     |
| Средњи минимум, °C (°F)    | 5,6 (42,1)      | 5,8 (42,4)      | 7,2 (45)        | 9,5 (49,1)      | 13,1 (55,6)     | 17,0 (62,6)     | 19,5 (67,1)     | 19,9 (67,8)     | 17,3 (63,1)     | 13,7 (56,7)     | 9,9 (49,8)      | 7,1 (44,8)      | 5,6 (42,1)      |
| Количина падавина, mm (in) | 71 (28)         | 60 (23,6)       | 65 (25,6)       | 40 (15,7)       | 33 (13)         | 20 (7,9)        | 16 (6,3)        | 22 (8,7)        | 49 (19,3)       | 80 (31,5)       | 97 (38,2)       | 74 (29,1)       | 627 (246,9)     |
| [ тражи се извор ]         |                 |                 |                 |                 |                 |                 |                 |                 |                 |                 |                 |                 |                 |

## Становништво
| 1936. | 1951.  | 1961.  | 1971.  | 1981.  | 1991.  | 2001.  | 2011.  |
| ----- | ------ | ------ | ------ | ------ | ------ | ------ | ------ |
| 8.264 | 10.192 | 11.442 | 12.185 | 13.270 | 14.380 | 14.147 | 14.277 |